# 十手無用 九丁堀事件帖
『十手無用 －九丁堀事件帖－』（じってむよう きゅうちょうぼりじけんちょう）とは、日本テレビで1975年10月5日から1976年3月28日まで毎週日曜日 21：00 - 21：54に放送された全26話のテレビ時代劇。

## 内容
「奉行所などで解決できない悪に虐げられた人の願いを叶えてくれるという九丁堀稲荷」に寄せられた依頼を基に、元同心の榊 夢之介を始めとする闇の殺し屋　九丁堀が人知れず悪人を闇に葬る。

## キャスト

### 九丁堀
- 榊 夢之介：高橋英樹

主人公。元は腕利きの同心であったが役人では救い得ぬ人々の為に職を辞した。
金魚の飼育で生計を立てる浪人に身をやつしているが殺しの依頼と依頼料を受け取ると調査に乗り出す。
九丁堀のリーダー格で仲間たちと共に悪党の本拠に乗り込み、大刀で悪人を斬り倒す。
- 鉄平：桜木健一

本職は屋根職人。直情径行の熱血漢。
身軽な身体能力を活かし、殺しの際は小判を手裏剣の容量で投げて、悪人の首筋を斬り裂く。
- おくみ：栗田ひろみ

鉄平の妹。殺しには参加せず、情報収集などの密偵役を担う。
- 菊造：木田三千雄

元女形の役者だったという初老の男で密偵役。役者時代の経験を生かした女装が得意。
番傘を鞘にした長刀で悪人を斬る、刺す。
- マサ：下之坊正道

仁左ヱ門の元手下で、無口な髭面の男。
扇子形の銛を投げて、悪人の急所を刺す。
- おさよ：丘さとみ（第15、17、19、22、24 - 26話）

芸者。
- からくり仁左ヱ門：片岡千恵蔵（特別出演）

現在は植木屋の親方だが、元は大盗賊。
九丁堀の元締でメンバーの中では最年長者である。
手製の煙草入れの筒に仕込んだ毒針を発射して、悪人の眉間や延髄を突き刺す。

### その他
- おしん：児島美ゆき

芸者。夢之介に惚れている。
彼の正体は知らないが事情通で、重要な助言を行う。
- 秋山久蔵：深江章喜

夢之介の元同僚の同心。大飯食らいの呑気な男。
夢之介に手柄を譲られる事が多い一方で奉行所の内部資料を夢之介に閲覧させるなど、持ちつ持たれつの関係である。
- おはな：三田雅美

夢之介たちが行き付けの飯屋の娘。眼鏡を掛けている。
- 伝八：桂小かん

夢之介たちが行き付けの飯屋の大将で、おはなの父。

## 主題歌
- 「都忘れ」(オープニング)
- 「今日も日暮れて」(エンディング)
  - 作詞：岩谷時子　作曲：渡辺岳夫　編曲：瀬尾一三　唄：ドド

## スタッフ
- 企画：梅谷茂（日本テレビ）、垣内健二(アイウエオ企画)、渡辺洋一(東映)
- プロデューサー：小林進(日本テレビ)、田村嘉(東映)
- 脚本：放映リスト参照。
- 音楽：渡辺岳夫
- 監督：放映リスト参照。
- 撮影：柾木兵一、脇武夫、森常次、平山善樹、木村誠司
- 照明：宇野増太郎、岡田耕二、藤井光春、椹木儀一、佐々木政一、林春海
- 録音：田中峯生、高井唯夫、上田時夫、諸熊秀喜
- 美術：寺島孝男、宇佐美亮、塚本隆治、角井博
- 記録：藤原凪子、長岡君枝、満尾敦子、篠敦子、平井宇津江、石田芳子
- 助監督：尾田耕太郎、曽根勇、西垣吉春、内沢豊、古市真也
- 編集：河合勝巳、鳥居勉、島村智之、上野五男、岩本光司
- 整音：浜口十四郎
- 計測：佐賀彰、山口鉄雄、山元豊、水島淳一、津田宗之、宮川俊夫
- 邦楽監修：中本敏生
- 衣裳：上野徳三郎、米田稔
- 美粧：林三郎、山崎邦夫、河田福司
- 結髪：水巻春江
- 装置：曽根美装
- 装飾：窪田治、清原和雄、後藤博敏、塩出健
- 進行主任：丸本晃、河野荘一
- 擬斗：土井淳之祐
- 演技事務：上ノ山敏
- タイトルバック協力：京都芸州堂
- 現像：東洋現像所
- 特技：宍戸大全
- 制作：日本テレビ、東映

## 放映リスト
放映日は日本テレビ。
| 話数 | サブタイトル            | 放映日         | 脚本       | 監督     | ゲスト |
| ---- | ----------------------- | -------------- | ---------- | -------- | --- |
| 1    | 粋に雨ふる九丁堀        | 1975年 10月5日 | 土橋成男   | 松尾正武 | おみよ：真野響子、銀太：汐路章、紋次：早川研吉、おしげ：武田てい子、お照：亀谷幸代、辰吉：柴田侊彦 |
| 2    | わらを掴んだ女          | 10月12日       | 飛鳥ひろし | 斎藤武市 | お稲：葉山葉子、まむしの甚助：横森久、三社辰：近藤宏、儀三郎：中井啓輔、弥市：中村孝雄、寅松：阿波地大輔、お松：近江輝子、お百：新屋英子、日野屋：柳川清、下元年世、三浦徳子、泉春子、藤山良也、富永佳代子、村田屋：浜田寅彦、石野：川辺久造 |
| 3    | 美女が消えた また一人   | 10月19日       | 飛鳥ひろし | 斎藤武市 | 紫雲堂玄斎：嵯峨善兵、和田一壮、志乃原良子、永野達雄、永田光男、寺下貞信、川浪公次郎 |
| 4    | 私は見た                | 10月26日       | 飛鳥ひろし | 松尾正武 | 紅景子、森秋子、夜烏の七兵ヱ：今井健二、捨造：中田博久、小田部通麿、有川正治、山口幸生、井上茂、酒井大膳：金田龍之介 |
| 5    | この道ご用心            | 11月2日        | 土橋成男   | 田中徳三 | 本多辰之進：入川保則、近江屋源右ヱ門：伊達三郎、本多弾正：成瀬昌彦、国一太郎、浪花五郎、笹木俊志、家来：福本清三、服部妙子、花上晃 |
| 6    | 鶴のかんざし            | 11月9日        | 飛鳥ひろし | 田中徳三 | 佐野厚子、原田清人、山岡徹也、天草四郎、市村昌治、上田忠好、小峰一男、長谷川明男 |
| 7    | 盗っ人 仁義             | 11月16日       | 岡本克巳   | 松尾正武 | 水沢アキ、町奉行：牧冬吉、長谷川弘、伊吹友木子、藤尾純、五木繁則、黛康太郎、花沢徳衛 |
| 8    | 鐚銭一文 おいらの願い   | 11月23日       | 國弘威雄   | 井沢雅彦 | 磯村みどり、小田部通麿、上屋健一、畠山麦、千葉保、新井麗子、新屋英子、田中弘、小林勝彦 |
| 9    | 八百八町 連続爆破       | 11月30日       | 飛鳥ひろし | 井沢雅彦 | 河原崎建三、草薙幸二郎、高城淳一、佐々木勝彦、原口剛、吉田純子、東孝、白井滋郎、岡田英次 |
| 10   | 死の影を追って          | 12月7日        | 土橋成男   | 井沢雅彦 | 堀越陽子、田中明夫、天津敏、田口計、江幡高志、松田明、藤山喜子、森秀人 |
| 11   | 目刺し十匹うらみ武士    | 12月14日       | 飛鳥ひろし | 松尾正武 | 佐々木剛、石橋蓮司、外山高士、坂口徹、楠本健二、蓮見里美、山本麟一、藤岡重慶 |
| 12   | 狙われた玉の輿          | 12月21日       | 飛鳥ひろし | 斎藤武市 | 紀比呂子、綿引洪、小栗一也、稲荷の銀八：今井健二、大丸二郎、黒部進、水上竜子、浜伸二 |
| 13   | 死神を追え              | 12月28日       | 野波静雄   | 井沢雅彦 | 村松英子、多々良純、富田仲次郎、梅津栄、二瓶秀雄、出水憲司、北原将光、重久剛 |
| 14   | 恋に咲く花 唐津湾       | 1976年 1月4日  | 土橋成男   | 斎藤武市 | 梅田智美、吉田義夫、平泉征、西山嘉孝、東屋源喜、福山象三、三上左京、五味龍太郎 |
| 15   | おさよ無残              | 1月11日        | 土橋成男   | 田中徳三 | 穂積隆信、汐路章、森幹太、有川正治、中村錦司、山本弘、浪花五郎、丸平峰子、荒谷公之 |
| 16   | 娘のいのり              | 1月18日        | 猪又憲吾   | 松尾正武 | 竹下景子、倉岡伸太朗、曽根晴美、五木繁則、秋山勝俊、和歌林三津江、春藤真澄 |
| 17   | 九丁堀 危機一髪         | 1月25日        | 國弘威雄   | 田中徳三 | 曽我廼家一二三、大橋壮太、芦田鉄雄、国一太郎、松田明、鳴尾よね子、峰蘭太郎、須賀不二夫、江幡高志 |
| 18   | 死を招く黄色い水        | 2月1日         | 飛鳥ひろし | 斎藤武市 | 瞳順子、武藤英司、北原義郎、玉生司朗、笹吾朗、下元年世、由井恵三、嵐圭史 |
| 19   | 父ゃんが消えた!         | 2月8日         | 野波静雄   | 井沢雅彦 | 隼の太兵ヱ：山岡徹也、清吉：中田博久、村木平左ヱ門：北村英三、源十：早川研吉、信吉：江村和紀、清次：沖田駿一、信分：武周暢、易者：日高久、伊太：井上茂、小峰一男、有島淳平、奈辺悟、お民：中原早苗、不知火のお銀：北城真記子                 |
| 20   | 奈落の花                | 2月15日        | 飛鳥ひろし | 松尾正武 | 本阿弥周子、富田浩太郎、清川新吾、服部哲治、浜伸二、新城邦彦、大矢正利、加藤嘉 |
| 21   | 甦えった いれずみ者     | 2月22日        | 小野原弘   | 井沢雅彦 | 横光勝彦、八木孝子、京春上、外山高士、勝部演之、永野達雄、酒井哲、浜田雄史、森秀人、小柳圭子、山口朱美 |
| 22   | 江戸の町から魚が消えた! | 2月29日        | 飛鳥ひろし | 松尾正武 | 森次晃嗣、田中えりか、高田瞳、幸田宗丸、鮎川浩、江見俊太郎、池信一、保科三良、生田くみ子、西田良 |
| 23   | ゆきと云う女            | 3月7日         | 藤川洋一   | 松尾正武 | ゆき：梶三和子、源七：遠藤太津朗、結城屋七平ヱ：村上冬樹、茂吉：和田一壮、里：小野恵子、前川良三、内藤康夫、森本晃史、長次：岸田森 |
| 24   | 二人 清三郎             | 3月14日        | 飛鳥ひろし | 井沢雅彦 | 池波志乃、青木義朗、山本紀彦、久富惟晴、西山嘉孝、牧冬吉、小田部通麿、金井進二、三上左京、石沢健 |
| 25   | 鬼を殺して!             | 3月21日        | 猪又憲吾   | 井沢雅彦 | おなみ：土田早苗、銀蔵：南原宏治、北見治一、志摩みずえ、五味龍太郎、依田英助、笹木俊志 |
| 26   | 九丁堀ニセ者 大作戦     | 3月28日        | 飛鳥ひろし | 松尾正武 | 柴田侊彦、市毛良枝、浜田晃、鮎川浩、黒部進、桜井浩子、島米八、山本麟一、森七郎左ヱ門：宮口二朗 |

## ネット配信
- 2022年7月1日より、YouTube「東映時代劇YouTube」の「据置枠」から第1・2話が常時配信されている。

## 映像ソフト化
- 2023年3月8日、DVDが発売された。初のDVDソフト化である[1]。